# Clifford Barker

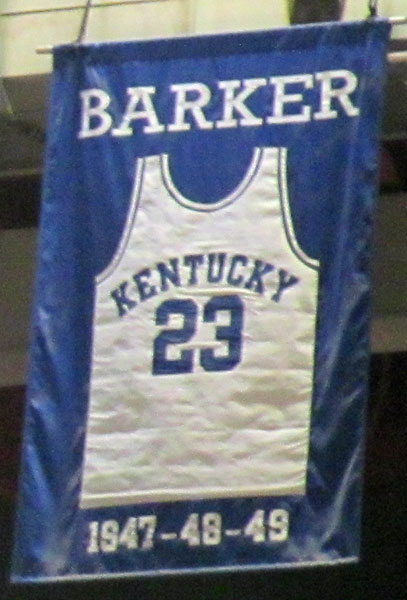
Imagem do livro do Clifford Eugene.

Clifford Eugene "Cliff" Barker (Yorktown (Indiana), 15 de janeiro de 1921 - Satsuma (Flórida), 17 de março de 1998) foi um basquetebolista profissional estadunidense que integrou a Seleção Estadunidense na conquista da Medalha de Ouro nos XIV Jogos Olímpicos de Verão em 1948 realizados em Londres no Reino Unido.

## Biografia
Durante a Segunda Guerra Mundial, Cliff Barker abandonou seus estudos e se alistou nas Força Aérea dos Estados Unidos e o bombardeiro B-17 que ele estava foi abatido sobre a Alemanha e passou 16 meses como prisioneiro de guerra.
Quando retornou de sua prisão retornou à Universidade e fez parte da aclamada formação do Kentucky Wildcats de 1947-1948 que firmou um recorde de 36 vitórias e apenas 3 derrotas. Esta equipe até hoje é conhecida por "Kentucky Fabulous Five", e os cinco integrantes fizeram parte também da Seleção Estadunidense a disputar as Olimpíadas de 1948, sendo eles: o Pivô Alex Groza, os armadores Ralph Beard e Kenny Rollins e os alas Wallace Jones e Cliff Barker.
No ano de 1949 a National Basketball Association foi fundada a partir da fusão entre a Basketball Association of America (BAA) e a National Basketball League (NBL). Vários clubes que já existiam nesta ligas foram incorporados a nova NBA e outras franquias foram criadas ao longo dos tempos e nesta primeira temporada os Indianapolis Olympians estrearam e Cliff Barker pode auxilia-los num título de divisão. Cliff ainda jogou mais duas temporadas e treinou por mais uma temporada antes de se aposentar. Após sua aposentadoria nas quadras, continuou como professor e treinador em várias escolas de ensino médio.

## Estatísticas na NCAA
| Temporadas | Jogos | Min | Pts | Reb | As  |
| ---------- | ----- | --- | --- | --- | --- |
| 3          | 149   | 494 | 557 | 181 | 294 |

## Estatísticas na NBA
| Temporada | Idade | Clube | Liga | Pos | J  | Min | Ac  | T   | % Ac | ALL | TLL | LL%  | R   | As  | PTS |
| --------- | ----- | ----- | ---- | --- | -- | --- | --- | --- | ---- | --- | --- | ---- | --- | --- | --- |
| 1949-1950 | 29    | INO   | NBA  | AA  | 49 |     | 102 | 274 | .372 | 75  | 106 | .708 |     | 109 | 279 |
| 1950-1951 | 30    | INO   | NBA  | AA  | 56 |     | 51  | 202 | .252 | 50  | 77  | .649 | 100 | 115 | 152 |
| 1951-1952 | 31    | INO   | NBA  | AA  | 44 | 494 | 48  | 161 | .298 | 51  | 51  | .588 | 81  | 70  | 126 |

(*) Baseado nos dados contidos no Sítio basketball-reference.com